# Michele Padovano
Michele Padovano (* 28. August 1966 in Turin) ist ein ehemaliger italienischer Fußballspieler.
Während seiner aktiven Karriere war er Stürmer und gewann mit Juventus Turin unter anderem 1996 die Champions League.
Nach seiner aktiven Laufbahn war er beim italienischen Fünftligisten US Alessandria Calcio als Sportdirektor tätig, wurde allerdings im Mai 2006 aufgrund des Verdachts des Drogenhandels entlassen. Am 12. Dezember 2011 wurde er in Turin zu einer Freiheitsstrafe von 8 Jahren und 8 Monaten wegen Drogenhandels verurteilt.

## Karriere

### Im Verein
Michele Padovano begann seine Profilaufbahn 1985/86 in der Serie C2 bei der Asti TSC. Im Oktober 1986 wechselte er zu Cosenza Calcio, wo er vier Jahre lang spielte. Mit der kalabresischen Mannschaft stieg er in die Serie B auf. Im Sommer 1990 wechselte Padovano zu Pisa Calcio, wo er in der Serie A debütierte. Danach spielte er in Italiens höchster Spielklasse für die SSC Neapel, den CFC Genua und die AC Reggiana.
Den Höhepunkt seiner Karriere erlebte Michele Padovano dann zwischen 1995 und 1997. Er spielte für Juventus Turin und gewann mit der Mannschaft von Trainer Marcello Lippi sechs Titel, darunter den Scudetto und die Champions League. Im Champions-League-Finale gegen Ajax Amsterdam verwandelte er im Elfmeterschießen einen Strafstoß.
Im Sommer 1997 wurde Padovano von Juve dann an den englischen Erstligisten Crystal Palace verkauft, dort kam er jedoch nur selten zum Einsatz. Deshalb wechselte er 1998 in die französische Ligue 1 zum FC Metz. 2000/01 war er noch für Como Calcio in der Serie A aktiv, am Ende der Saison beendete Padovano seine aktive Laufbahn.

### In der Nationalmannschaft
Im Frühjahr 1997 wurde Michele Padovano von Cesare Maldini erstmals für die Italienische Nationalmannschaft nominiert. Sein Debüt gab er am 29. März 1997 beim 3:0 im WM-Qualifikationsspiel gegen die Moldau. Kurz vor dem nächsten Spiel gegen Polen zog er sich im Training eine schwere Knieverletzung zu und fiel aus. Dadurch blieb die Partie gegen die Moldau sein einziges Länderspiel.

## Erfolge
- Champions-League-Sieger: 1995/96
- Champions-League-Finalist: 1996/97
- Weltpokalsieger: 1996
- UEFA-Super-Cup-Sieger: 1996
- Italienischer Meister: 1996/97, 1997/98
- Italienischer Supercupsieger: 1995